# Biegi płotkarskie

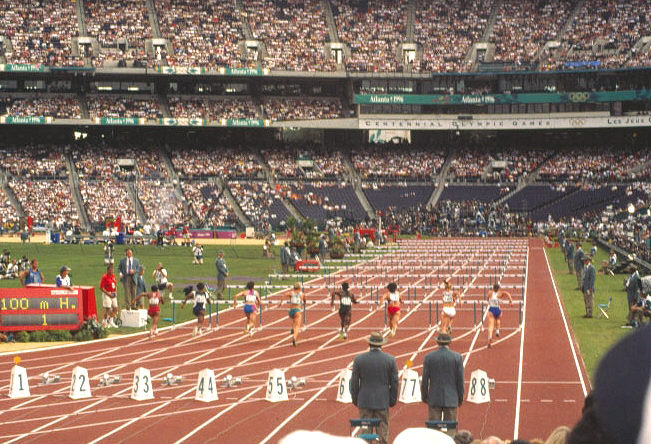
Zawodniczki podczas biegu na 100 m przez płotki (XXVI Letnie Igrzyska Olimpijskie Atlanta 1996)

Biegi płotkarskie, biegi przez płotki – rodzaj biegowych konkurencji lekkoatletycznych, w którym zawodnicy podczas biegu pokonują równomiernie rozstawione płotki.
Podczas zawodów lekkoatletycznych kobiety i mężczyźni rozgrywają po dwa dystanse biegów płotkarskich:
- krótki – 100 metrów kobiet (do lat 60. XX wieku biegano 80 metrów) i 110 metrów mężczyzn, tzw. "wysokie płotki",
- długi – 400 metrów kobiet i mężczyzn, tzw. "niskie płotki".

Wysokość płotków zależy od dystansu i płci zawodników:
- 84,00 cm – w biegu na 100 m ppł kobiet,
- 76,20 cm – w biegu na 400 m ppł kobiet,
- 106,70 cm – w biegu na 110 m ppł mężczyzn,
- 91,40 cm – w biegu na 400 m ppł mężczyzn.

Krótkie biegi płotkarskie stanowią też jedną z konkurencji wieloboju (siedmioboju kobiet i dziesięcioboju mężczyzn).
W hali są rozgrywane przede wszystkim krótkie biegi płotkarskie: podczas imprez mistrzowskich bieg na 60 metrów (płotki o wysokości 106,70 cm u mężczyzn i 84,00 cm u kobiet), podczas mityngów czasem bieg na 50 metrów, rzadkością są biegi na "niskich" płotkach (na 300 lub 400 metrów).